# Oxymycterus nasutus
Oxymycterus nasutus là một loài động vật có vú trong họ Cricetidae, bộ Gặm nhấm. Loài này được Waterhouse mô tả năm 1837.

## Hình ảnh

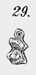
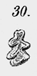